# Rhodacme filosa
Rhodacme filosa fue una especie de molusco gasterópodo de la familia Arionidae en el orden de los Basommatophora.

## Distribución geográfica
Fue  endémica de los Estados Unidos.